# Comitê de Segurança do Estado (Bulgária)
O Comitê de Segurança do Estado (em búlgaro, Комитет за държавна сигурност, Komitet za Darjavna Sigurnost; abreviado como КДС ou KDS), popularmente conhecido como Segurança do Estado (Държавна сигурност, Darjavna Sigurnost; abrievado como ДС) era a polícia secreta e política da Bulgária durante o regime socialista e a Guerra Fria (até 1989).
A DS deu fama ao "guarda-chuva búlgaro" como arma de espionagem, apesar de não ter inventado o dispositivo.

## Estrutura
- Primeira Direção principal - trabalho interno de inteligência. Sucedido pelo serviço de inteligência nacional em 1990;
- Segunda Direção principal - contra-informação. Sucedido pelo serviço de segurança nacional;
- Terceira direção - contra-espionagem;
- Quarta direção - trabalho técnico;
- Quinta direção - segurança e proteção. Sucedido pelo serviço de proteção nacional;
- Sexta direção - polícia política. Sucedido pelo serviço principal para o combate do crime organizado. Teve os seguintes departamentos:
  - Primeiro departamento - trabalhado entre os intelectuais e o controle dos artistas;
  - Segundo departamento - trabalhado nas universidades e entre os estudantes;
  - Terceiro departamento - responsável para os cleros, os judeus, arménios e emigrantes russos;
  - Quarto departamento - especializado no nacionalismo pró-Turco e pró-Macedónio;
  - Quinto departamento - trabalhado entre os rivais políticos, tais como os democratas sociais;
  - Sexto departamento - atividade de observação do pró-Maoísmo e do antipartidarismo;
  - Sétimo departamento - análise da informação e atividade anónima;
- Sétima direção - trabalho de informação.